# Sallent
Sallent település Spanyolországban, Barcelona tartományban. Lakosainak száma 6927 fő (2024).

## Földrajza
Sallent Balsareny, Gaià, Avinyó, Artés, Navarcles, Sant Fruitós de Bages, Santpedor és Castellnou de Bages községekkel határos.

## A város híres szülöttei
- Gabriel García de la Torre labdarúgó

## Népesség
A település lakosságának változását az alábbi diagram mutatja:
| Lakosok száma | 922  | 4700 | 7498 | 9227 | 7779 | 7103 | 7129 | 6780 | 6658 | 6927 |
|               | 1717 | 1887 | 1936 | 1960 | 1986 | 2004 | 2009 | 2014 | 2019 | 2024 |